# Anzani 3-cilindros
O Anzani 3-cilindros, foi o mais conhecido dos motores produzidos por Alessandro Anzani entre 1905 e 1915.
Um desse motores na configuração em leque equipava o Blériot XI com o qual Louis Blériot cruzou o Canal da Mancha em 1909, é considerado o mais antigo motor aeronáutico do Mundo.

## Projeto e desenvolvimento

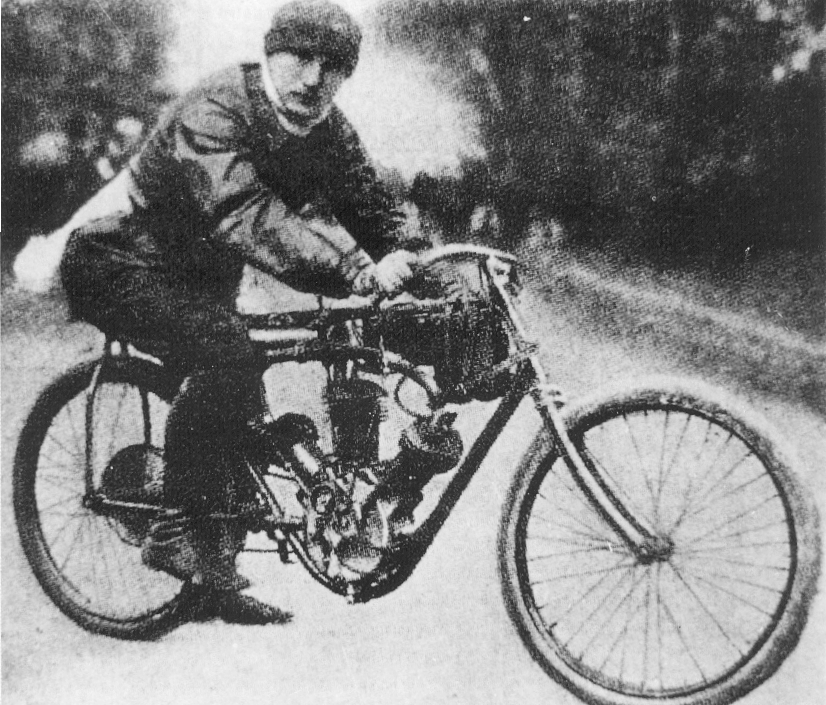
Alessandro Anzani num de seus motociclos com motor em leque.

Alessandro Anzani começou a construir motores de motocicletas na França por volta de 1905. De forma pouco usual para a época, esses motores eram refrigerados à ar ao invés de água, o que os tornava mais leves. Os seus primeiros desenhos eram de 2 cilindros em "V", e ele levou máquinas usando esse motores a vencer corridas e estabelecer recordes em 1905 e 1906. No mesmo período, ele desenvolveu uma versão de três cilindros, mais potente. Esse motores tinham o cilindros dispostos de forma radial, mas apenas a parte superior do círculo, daí o termo "disposição em leque", ou "disposição semi-radial", e como as imagens mostram, eles se encaixavam perfeitamente na estrutura das motos.
Nos idos de 1910, outros fabricantes já estavam construindo motores de 5 cilindros em leque, sendo o R.E.P., o mais conhecido deles. Motores de três cilindros em leque eram conhecidos também como: motores W ou motores W-3. O apelo da configuração em leque, era de que: como todos os cilindros estavam acima do bloco do motor, havia pouco perigo dos plugues das velas de ignição fossem contaminados pelo óleo lubrificante. A desvantagem, principalmente para uso aeronáutico, era o peso extra necessário para contrabalançar os pistões.
Em resposta ao interesse crescente pela aviação na França depois da visita dos irmãos Wright em 1908, Anzani produziu o primeiro de uma série de motores aeronáuticos de 3 cilindros em leque. Cada um dos cilindros era uma peça única de ferro fundido e o carter era de alumínio. Os pistões eram de aço com anéis de ferro fundido. Na maior parte desse motores, os cilindros laterais estavam à 60° em relação ao central, de acordo com o que exibe um antigo diagrama. Descrito como "motor de travessia do canal", o ângulo era de 55°. Eles eram todos refrigerados à ar de válvula lateral; cada válvula de exaustão era controlada de baixo por um eixo no cárter. Cada um era montado numa célula na lateral do cilindro, com a válvula de admissão controlada automaticamente pela pressão atmosférica exercida num eixo com molas sobre ele, em parte para diminuir o volume total e em parte para resfriar a válvula de exaustão. Fontes mais recentes e de antes de 1921, concordam que os cilindros desses primeiros motores tinham entre 100 e 105 mm de diâmetro, mas ciclos entre 120 e 150 mm são citados. A maioria relata a potência desses motores em cerca de 24 hp a cerca de 1.400–1.600 rpm.

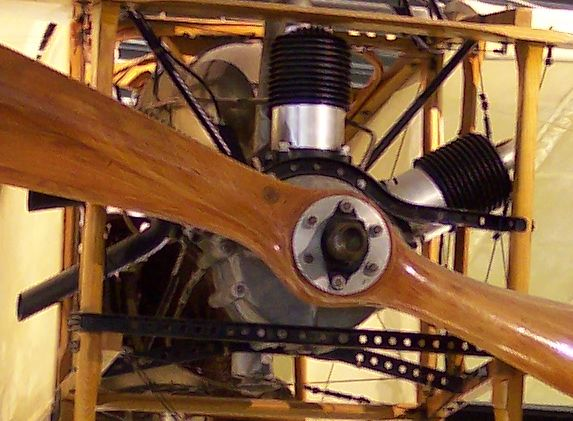
Réplica de um motor Anzani W3 instalado.

Foi um motor desse tipo que equipou o famoso Blériot XI com o qual Louis Blériot cruzou o Canal da Mancha em 25 de Julho de 1909. Fontes contemporâneas divergem sobre as suas características. A primeira descrição da primeira máquina bem sucedida em voo registra: cilindros de 100 x 105 mm, ou uma cilindrada total de 3,53 litros. No entanto, poucos meses depois eles imprimiram os desenhos do motor a 55°, onde constavam as dimensões de 103 x 120 mm, claramente identificado como "usado ... no voo que cruzou o canal". Se essa identificação estiver correta, Blériot usou um motor de 3,00 litros. Uma foto frontal do avião que cruzou o canal também exibe um motor à 55°.
Mesmo antes do voo sobre o canal, Anzani estava vendendo versões mais potentes com cilindros mais largos: uma variante de 120 mm e 4,4 litros produzindo 35 hp e outra de 135 mm e 6,4 litros produzindo 45 hp. Esses motores em leque permaneceram em produção até 1913, passando por importantes melhorias. A válvula de exaustão foi movida para a cabeça do cilindro e operada por pequenos braços e varetas, e uma câmara de mistura foi colocada no cárter. O motor Anzani de 3 cilindros em leque de 1913, tinha uma separação de 72°, presumivelmente para tornar o contrapeso dos cilindros mais leve. Nesse estágio ele tinha os coletores na parte traseira do motor para minimizar o fluxo de ar refrigerando a mistura ar-combustível.

## Motores radiais em "Y"

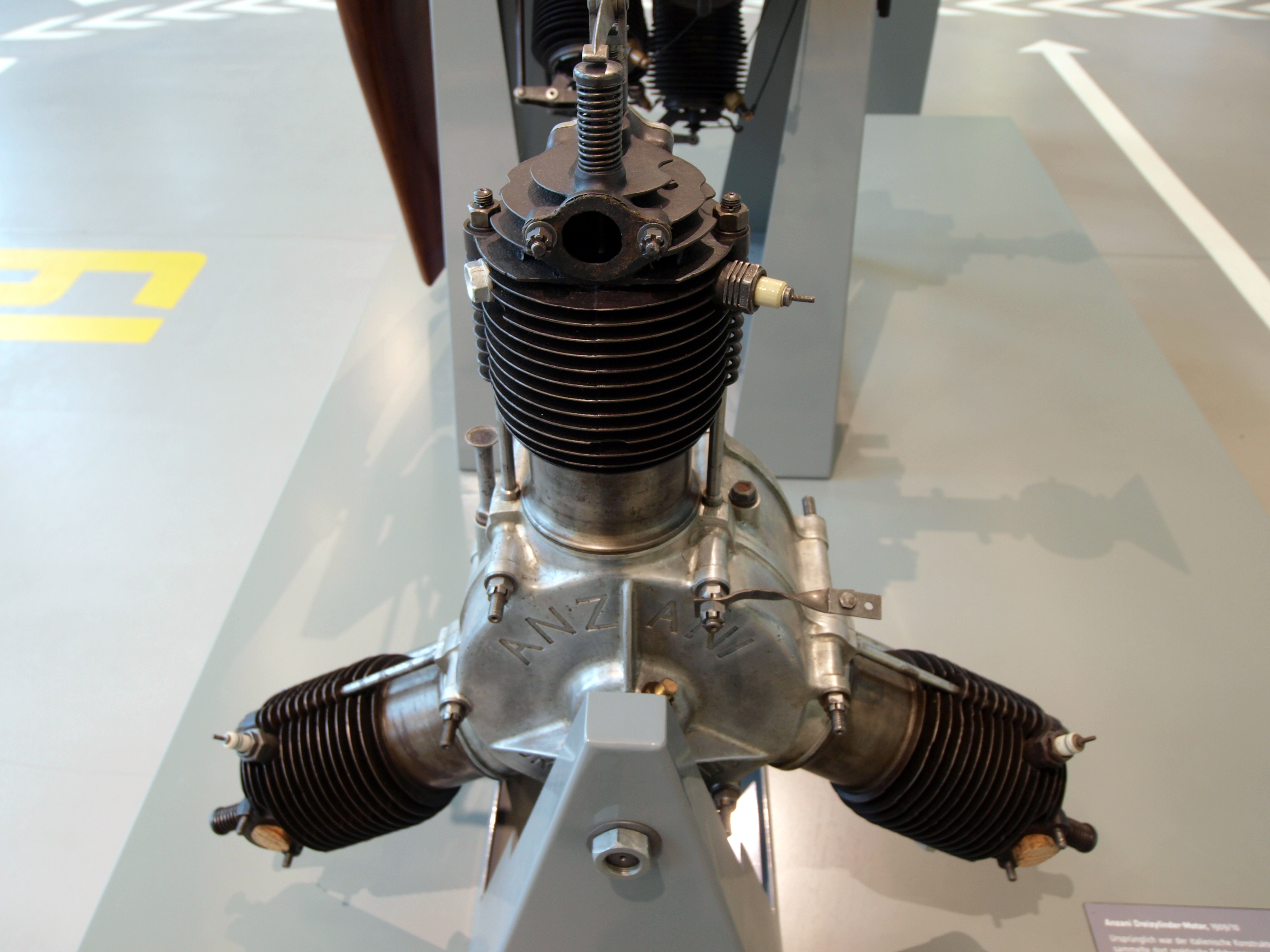
Um motor radial Anzani em "Y" invertido.

Anzani estava consciente do custo do peso do contrapeso na configuração em leque, e em Dezembro de 1909 ele havia desenvolvido um motor radial simétrico de três cilindros a 120°. Um dos exemplares era uma unidade de 3,1 litros produzindo 30 hp a 1.300 rpm. Apesar de identificada como "motor em Y" devido a simetria na disposição de seus cilindros, ele funcionava na posição de um "Y" invertido, de forma que os plugues montados na parte superior dos cilindros inferiores, estavam menos de 30° do plano horizontal, e portanto menos sujeitos a contaminação por óleo do que um a 180° em relação à parte de cima do motor. Motores radiais, funcionam de forma mais suave que os menos assimétricos em leque, e eram também mais leves, mas com a baixa potência disponível nos seus três cilindros, eles tinham aplicações limitadas. Eles levaram no entanto, ao desenvolvimento dos motores Anzani radiais de duas carreiras de cilindros, começando com o 6-cilindros radial, dois "Y"s com um cárter comum. No século 21, um Blériot XI restaurado, ostentando o número de série 56 — é considerado o mais antigo avião em condições de voo do ocidente — ele ainda voa nos Estados Unidos com um desses motores radiais em "Y" invertido com os cilindros a 120º.

## Variantes

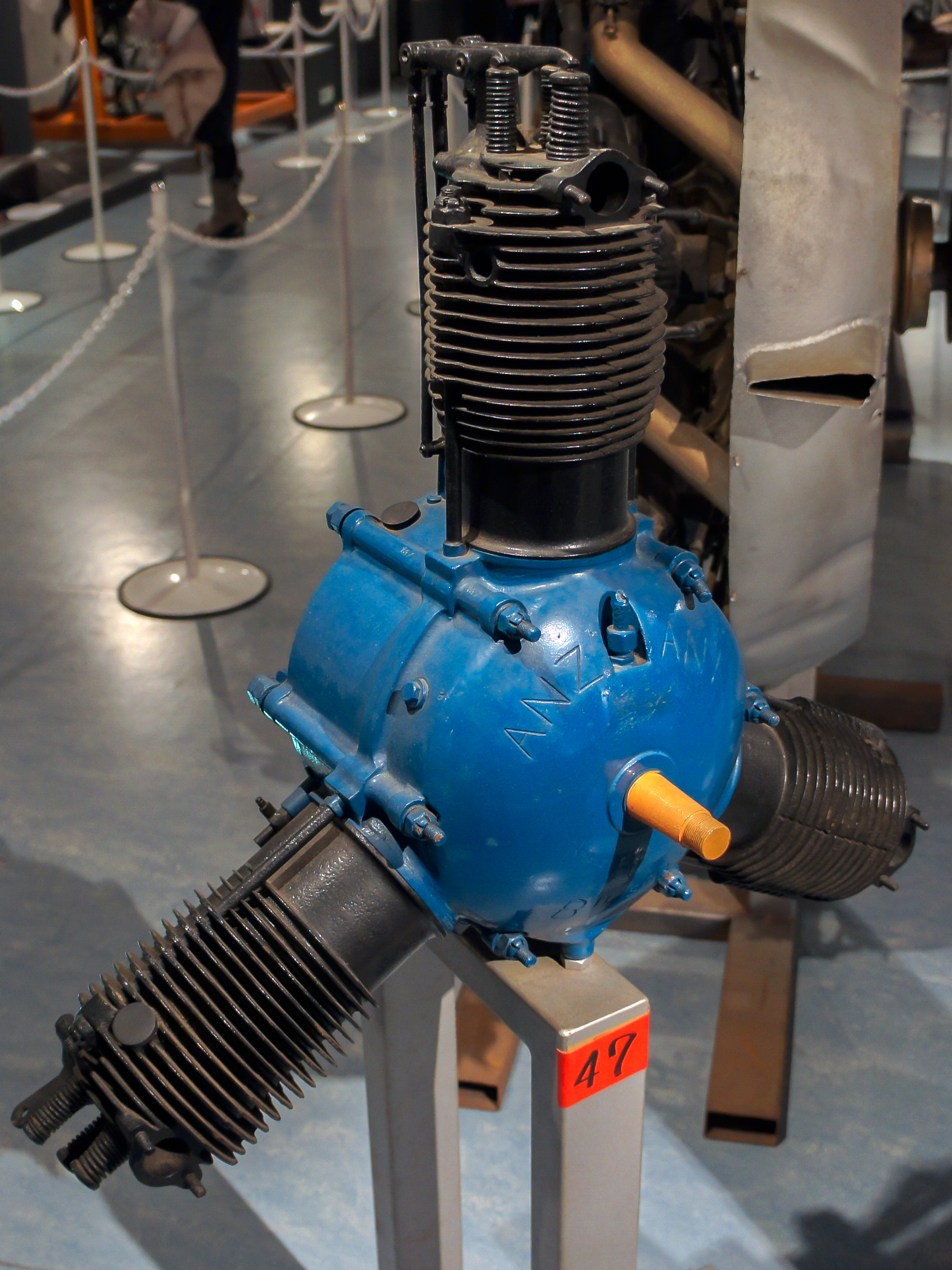
Um motor aeronáutico Anzani do tipo "Y" invertido em exposição no Japão.

### 3-cilindros em leque
Potencia: dimensões: cilindrada
10-12 hp85 mm × 85 mm: 1,45 litros
12-15 hp85 mm × 100 mm: 1,70 litros
25-30 hp105 mm × 130 mm: 3,38 litros
40-45 hp135 mm × 150 mm: 6,44 litros
45-50 hp ? mm x ? mm: ? litros

### 3-cilindros radiais em Y invertido
30 hp ? mm x ? mm: ? litros

## Utilização
- Blériot XI
- Caproni-Pensuti 2 (triplano)
- Deperdussin Tipo A
- Sikorsky BIS-2
- Perry Beadle T.1

## Sobreviventes
- O Blériot XI restaurado e em condições de voos curtos, com número de registro N60094 no Aeroporto de Old Rhinebeck usa um desses motores Anzani de 3 cilindros realmente radial.
- Outro Blériot XI, com o registro britânico G-AANG, com possibilidade de voos curtos na Shuttleworth Collection, com seu motor original Anzani de três cilindros em leque, é tido como o mais antigo motor em condições de voo do Mundo.[1]
- Um Deperdussin Tipo A, também restrito à voos curtos usa um Anzani radial em "Y" invertido.[10]

## Motores em exibição
- A Shuttleworth Collection também mantem exemplares dos motores Anzani de 3 cilindros em exposição estática.
- No Museo Nacional de Aeronáutica Argentina existe um motor Anzani radial de 3 cilindros em condições de funcionamento instalado num Blériot XI. Um motor Anzani em "Y" está em exibição na sala de motores do mesmo museu.

## Especificações
- Características gerais

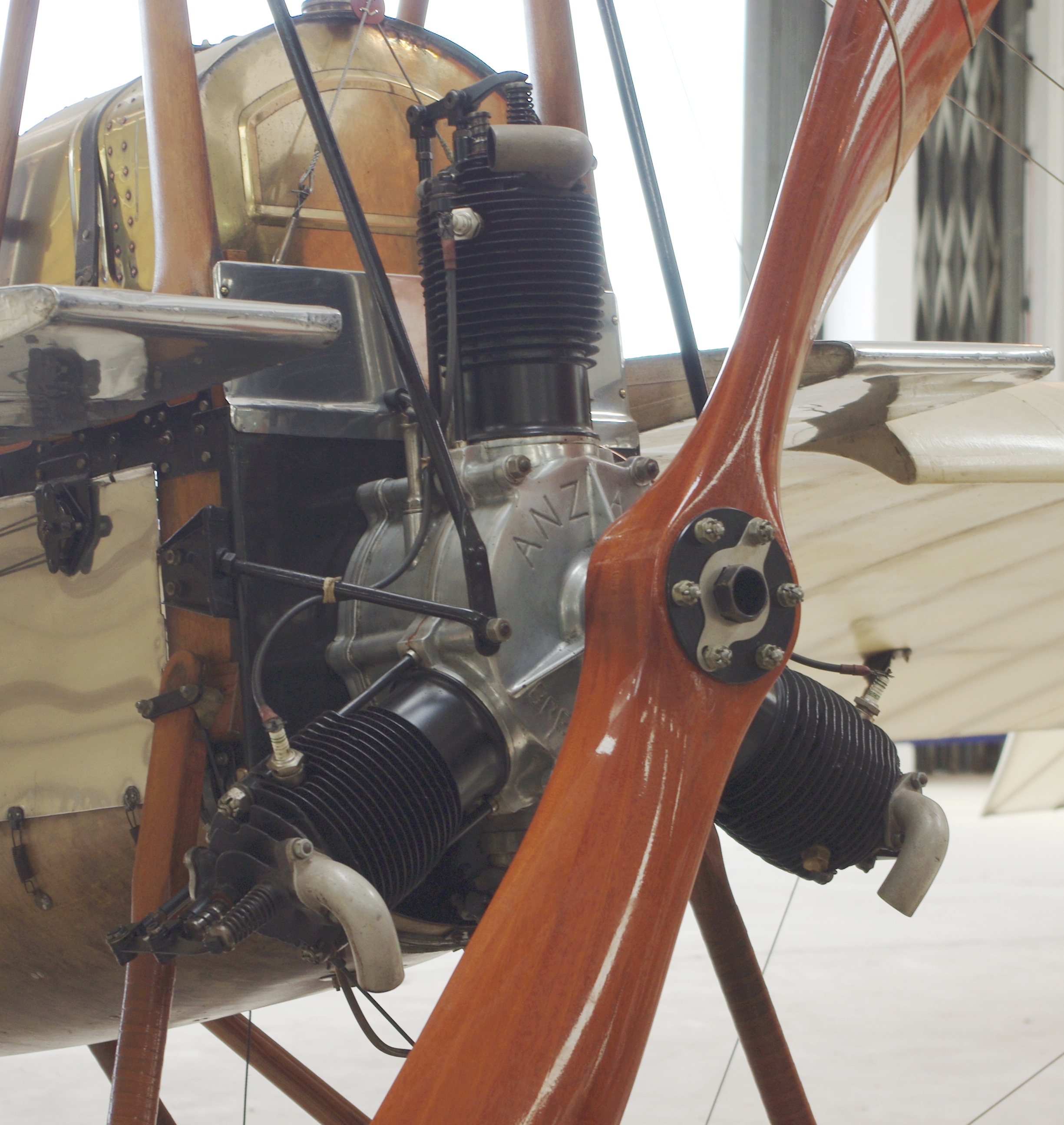
Um motor aeronáutico Anzani do tipo "Y" invertido.

  - Tipo: 3-cilindros refrigerado a ar em leque
  - Diâmetro: 100 mm)
  - Curso: 150 mm
  - Capacidade: 3,53 litros
  - Peso vazio: 65 kg
- Componentes
  - Comando de válvulas: válvulas de admissão automáticas, válvulas de exaustão mecânicas acionadas por três braços separados no cárter. Uma de admissão e uma de exaustão por cilindro
  - Sistema de combustível: Carburador Gronville e Arquembourg, câmara de mistura no cárter
  - Sistema de óleo: por aspersão
  - Sistema de refrigeração: à ar, com aletas nos cilindros
  - Ignição: por bateria, um plugue de ignição por cilindro